# 筑波大学第一学群自然学類
筑波大学第一学群自然学類（つくばだいがくだいいちがくぐんしぜんがくるい、英称: Natural Sciences First Cluster of Colleges of Tsukuba University）は、2007年の大学再編まで筑波大学に設置されていた学群の一つである。略称は自然（しぜん）。
1973年の開学時に筑波大学第一学群自然学類が発足。2007年4月に一般的に理解されやすい、かつ親しみある名称にすることを目的として再編と改組が行われた。

## 筑波大学第一学群自然学類に関連する人物
- 井田寛子 - 化学専攻宇宙化学分野。気象予報士
- 奥村政佳 - 地球科学専攻気候・気象学分野。歌手(ボイスパーカッション) - RAG FAIR・気象予報士・防災士・保育士
- 三遊亭橘也 - 地球化学専攻人文地理学分野。落語家
- 三上丈晴 -  物理学専攻。『ムー』編集長